# Nicole Brandebusemeyer
Nicole Brandebusemeyer (Georgsmarienhütte, 9 de outubro de 1974) é uma futebolista alemã. Foi medalhista olímpica pela seleção de seu país.